# Juli Soler i Santaló
Juli Soler i Santaló (Barcelona, 12 d'abril de 1865 - Barcelona, 30 d'abril de 1914) va ser un enginyer, fotògraf i excursionista notable de finals del segle xix, nascut a Barcelona el 1865 i mort a la mateixa ciutat el 1914.
Fill de Sebastià Soler i Rovirosa nascut a l'Havana que comerciava amb vaixells a Cuba i d'Elvira Santaló i Vinyals natural de Barcelona, va néixer a Barcelona el 1865. Era nebot de Francesc Soler i Rovirosa.
De ben jove, ja es va sentir atret per l'alta muntanya i l'excursionisme esportiu, especialment en sortides per l'Alt Pirineu. Això el portà a recórrer els dos Pallars i la Vall d'Aran, que eren els seus llocs predilectes per a fer muntanya. També coneixia prou bé els cims més alts i totes les valls aragoneses fins al límit amb Navarra. Va ser un dels grans animadors del Centre Excursionista de Catalunya (CEC) i eren prou concorregudes les conferències que pronunciava al local social del CEC. Era també un gran fotògraf, especialment per les seves fotografies panoràmiques, d'una qualitat excel·lent per a l'època i que han esdevingut un patrimoni d'altíssim valor documental i artístic.

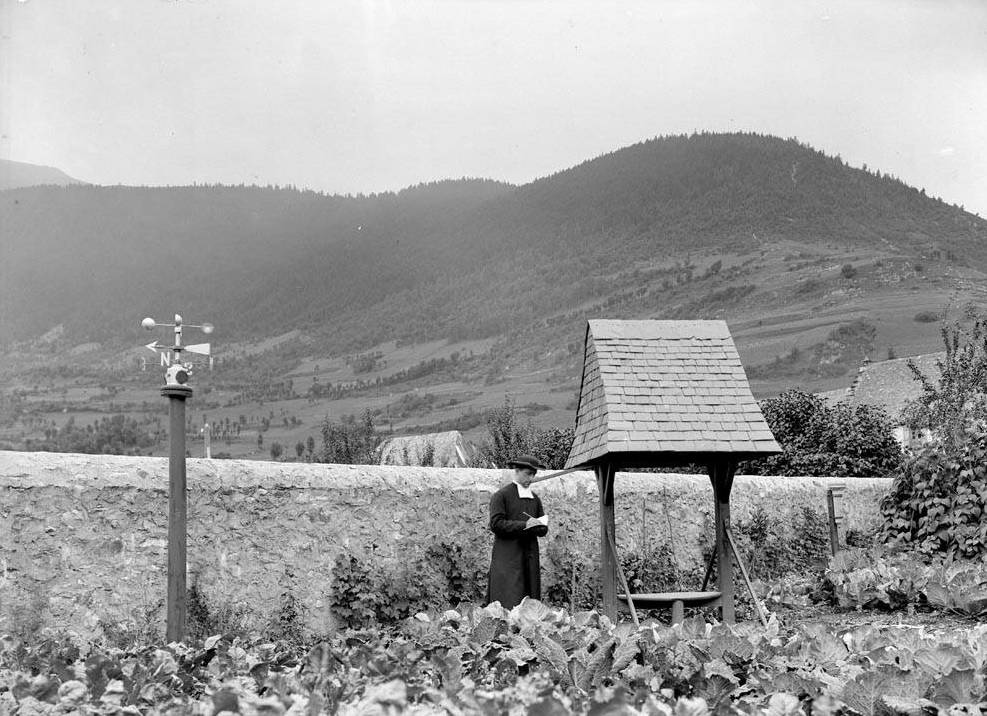
L'observatori Soler, la primera estació meteorològica pirenaica catalana (1901)

Entre altres mèrits, cal destacar la publicació de la completa guia La Vall d'Aran (1906), que va fer palès com de bé coneixia el Pirineu central, i especialment el massís de la Maladeta. Al final dels seus dies, tenia enllestida una guia de les Muntanyes maleïdes, que ha quedat inèdita. A més del seu vessant muntanyenc, el 1908 va impulsar la creació de l'estació meteorològica de Vielha, que mantingué durant una bona temporada a expenses seves. El mateix any, va descobrir i donà a conèixer les pintures rupestres del Cogul, a les Garrigues.
El 1913 va ser elegit president del CEC, però refusà el càrrec per dedicar-se de ple a projectar el refugi de la Renclusa al peu de l'Aneto i a impulsar-ne les obres de construcció durant el 1914. Malauradament, a la meitat del treball de construcció, l'hivern del 1914, Juli Soler es posa malalt i mor.
El CEC li va dedicar el 1968 el Refugi Juli Soler Santaló, que té a Salardú (Naut Aran, Lleida). El 2004, es va realitzar una exposició en homenatge seu al palau Robert de la Generalitat de Catalunya. Els pobles de la Vall d'Aran li van atorgar el títol de fill predilecte. El 2011, Francesc Roma i Casanovas i Ramon Barnadas i Rodríguez van publicar dos toms de fotos de Juli Soler de l'arxiu del CEC.

## Obres
- Excursions per L'Alta Ribagorca 1903[9]
- La Vall d'Aran (1906), reeditat el 1933, guia completíssima sobre la Vall d'Aran, 400 pàgines
- Muntanyes maleïdes (inacabat)

Obra pòstuma
- La vall de Bielsa (1918)[10]
- La vall de Broto (1922)[11]
- La vall de Canfranc (1925)[12]
- La vall de Terra (19??)[13]
- Seduït per valls i cims: fotografies de Juli Soler i Santaló, 1865-1914 (dos volums) (2011)[8]